# Liga Feminista Costarricense
Liga Feminista Costarricense (Feminist League) var en kvinnoförening i Costa Rica, grundad 1923.
Frågan om kvinnlig rösträtt kom upp till diskussion under den kris som uppkom efter Federico Tinocos statskupp 1917, och lades upp som förslag inför kongressen första gången 1919. Reformen influerades av de konstitutionella reformerna åren 1913, 1925, 1927 och 1946. 
Kvinnorörelsen för rösträtt organiserade sig i Liga Feminista Costarricense 1923 under landets första kvinnliga advokat Ángela Acuña Braun, som hade studerat i England och bevittnat kvinnorörelsen där. Föreningen blev en del av International League of Iberian and Hispanic-American Women. 
Den drev mellan 1925 och 1947 en ständigt aktiv kampanj. 
Föreningen hade svagt stöd bland majoriteten kvinnor, som då ännu var illitterata analfabeter, och fick sitt huvudsakliga stöd från bildade progressiva män. Under kampen mot diktaturen på 1940-talet allierade den sig med de andra mindre kvinnogrupper som bildades då. 
Kvinnor fick rösträtt genom en konstitutionella reform 20 juli 1949. 